# مینداگواس زوکوسکاس
مینداگواس زوکوسکاس (انگلیسی: Mindaugas Žukauskas؛ زادهٔ ۲۴ اوت ۱۹۷۵) بازیکن بسکتبال اهل لیتوانی است.
وی در مسابقات کشوری و بین‌المللی در مجموع برندهٔ ۱ مدال طلا، ۱ مدال برنز شده‌است.